# Chen Zhen (Trois Royaumes)
Pour les articles homonymes, voir Chen Zhen.
Chen Zhen (陳震 Chén Zhèn) (170-235) est Chef du Secrétariat des Shu. Alors qu’il est au service de Yuan Shao, il livre une lettre de Liu Bei, qui s’était réfugié avec ce dernier, à Guan Yu, qui était avec Cao Cao. Il est ensuite envoyé par Yuan Shao afin de forger une alliance avec Sun Ce contre Cao Cao, mais échoue. Plus tard, il vient joindre les rangs de Liu Bei. 
Lorsque Liu Bei décide d’envahir les Wu afin de venger la mort de Guan Yu, Chen Zhen est nommé, avec Ma Liang, Secrétaire et est responsable des documents. Il est peu après nommé à la tête du Secrétariat des Shu et en l’an 229, est envoyé dans le Royaume de Wu afin de féliciter Sun Quan pour son ascension au trône et lui demander d’envahir les Wei. Il meurt en l’an 235.